# Podarke angolaensis
Podarke angolaensis är en ringmaskart som beskrevs av Hartmann-Schröder 1974. Podarke angolaensis ingår i släktet Podarke och familjen Hesionidae. Inga underarter finns listade i Catalogue of Life.